# Shameik Moore
Shameik Alti Moore(Atlanta, Georgia; 4 de mayo de 1995) es un actor, cantante, bailarín y rapero estadounidense, de ascendencia jamaicana. Es conocido por dar voz a Raekwon en la serie de Wu-Tang: An American Saga y a Miles Morales/ Spider-Man: Un nuevo universo y sus próximas secuelas.

## Discografía
| I Am Da Beat | - Lanzado: 26 de marzo de 2012 - Formato: descarga digital |

## Filmografía

### Televisión
| Año       | Título                 | Papel             | Notas             |
| --------- | ---------------------- | ----------------- | ----------------- |
| 2011      | House of Payne         | Dante             | 1 episodio        |
| 2011      | Reed Between the Lines | Blake             | 1 episodio        |
| 2013      | Incredible Crew        | Personajes varios | Reparto principal |
| 2016-2017 | The Get Down           | Shaolin Fantastic | Reparto principal |
| 2017      | Wild 'N Out            | Él mismo          | Estrella invitada |

### Películas
| Año  | Título                                          | Papel                            | Notas                                                                   |
| ---- | ----------------------------------------------- | -------------------------------- | ----------------------------------------------------------------------- |
| 2013 | The Watsons Go To Birmingham                    | James Jr.                        | Película de televisión                                                  |
| 2015 | Dope                                            | Malcolm Adekanbi                 | Nominado—Premio de la Crítica Cinematográfica al mejor intérprete joven |
| 2018 | Pretenders                                      | Phil                             | Posproducción                                                           |
| 2018 | Spider-Man: Un nuevo universo                   | Miles Morales / Spider-Man (voz) | Protagonista                                                            |
| 2019 | Let It Snow                                     | Stuart Bale                      | Protagonista                                                            |
| 2020 | Cut Throat City                                 | Blink                            | Protagonista                                                            |
| 2023 | Spider-Man: Across the Spider-Verse (Parte Uno) | Miles Morales / Spider-Man (voz) | Protagonista                                                            |